# John Wick (film)
John Wick er en amerikansk actionthrillerfilm fra 2014 instrueret af Chad Stahelski og skrevet af Derek Kolstad. Keanu Reeves spiller titelkarakteren John Wick, en legendarisk lejemorder, der kommer tilbage fra en pension for at få hævn oger mænd, der dræbte hans hund, som var den sidste gave fra hans nyligt afdøde hustru. Blandt filmens øvrige medvirkende er Michael Nyqvist, Alfie Allen, Adrianne Palicki, Bridget Moynahan, Dean Winters, Ian McShane, John Leguizamo og Willem Dafoe.
Filmen blev en finansiel succes og indspillede for $86 mio. mod et budget på $20–30 mio. Den fik generelt positive anmeldelser.
John Wick igangsatte en succesfuld filmserie der inkluderer tre efterfølgere (John Wick: Chapter 2 (2017), John Wick: Chapter 3 – Parabellum (2019) og John Wick: Chapter 4 (2023)), en prequel tv-serie The Continental: From the World of John Wick (2023), spin-off-filmen John Wick Presents: Ballerina (2025), samt computerspil og tegneserier.

## Medvirkende
- Keanu Reeves som John Wick: pensioneret lejemorder, der er legendarisk i den kriminelle underverden[4]
- Michael Nyqvist som Viggo Tarasov: en ondskabsfuld russisk kriminel bagmand og Johns tidligere chef[4][5]
- Alfie Allen som Iosef Tarasov: Viggos hensynsløse og arrogante søn[6][7]
- Adrianne Palicki som Ms. Perkins: dygtig lejemorder[8][9]
- Bridget Moynahan som Helen: Johns elskede hustru[5][10]
- Dean Winters som Avi: Viggos advokat[5]
- Lance Reddick som Charon / Hotel Manager: The Continentals concierge[5][10]
- Toby Leonard Moore som Victor: russisk gangster der arbejder ned Iosef[11]
- Ian McShane som Winston: ejer af The Continental[5][12]
- John Leguizamo som Aurelio: mekaniker[5][13]
- Willem Dafoe som Marcus: dygtig sniper og Johns gamle ven[5][13]